# Milo Addica
Milo Addica (New Haven, 1963) è uno sceneggiatore statunitense.
Nel 2002 è stato candidato all'Oscar alla migliore sceneggiatura originale per Monster's Ball - L'ombra della vita, scritto assieme a Will Rokos.

## Filmografia

### Sceneggiatore
- Monster's Ball - L'ombra della vita (Monster's Ball), regia di Marc Forster (2001)
- Birth - Io sono Sean (Birth), regia di Jonathan Glazer (2004)
- The King, regia di James Marsh (2005)
- Under the Skin, regia di Jonathan Glazer (2013) - non accreditato[2]
- Ms. Long Legs - cortometraggio (2015)

### Attore
- Monster's Ball - L'ombra della vita (Monster's Ball), regia di Marc Forster (2001)
- Birth - Io sono Sean (Birth), regia di Jonathan Glazer (2004)
- The King, regia di James Marsh (2005)

### Produttore
- Monster's Ball - L'ombra della vita (Monster's Ball), regia di Marc Forster (2001) - co-produttore
- The King, regia di James Marsh (2005)
- Ms. Long Legs - cortometraggio (2015)

### Regista
- Ms. Long Legs - cortometraggio (2015)

### Montatore
- Ms. Long Legs - cortometraggio (2015)

## Riconoscimenti
- Premio Oscar
  - 2002 – Candidatura alla migliore sceneggiatura originale per Monster's Ball - L'ombra della vita
- Independent Spirit Award
  - 2002 – Candidatura alla migliore sceneggiatura per Monster's Ball – L'ombra della vita
- Phoenix Film Critics Society
  - 2002 – Candidatura alla migliore sceneggiatura originale per Monster's Ball – L'ombra della vita
- Satellite Award
  - 2002 – Migliore sceneggiatura originale per Monster's Ball – L'ombra della vita
- Writers Guild of America Award
  - 2002 – Candidatura alla migliore sceneggiatura originale per Monster's Ball – L'ombra della vita